# Marry My Husband
Marry My Husband (hangul: 내 남편과 결혼해줘; rr: Nae Nampyeongwa Gyeolhonhaejwo) é uma série de televisão sul-coreana escrita por Shin Yoo-dam e estrelada por Park Min-young, Na In-woo, Lee Yi-kyung e Song Ha-yoon. É baseado em um web novel de mesmo nome, que também foi serializado como um webtoon. Foi exibida pela tvN de 1 de janeiro a 20 de fevereiro de 2024, todas as segundas e terças-feiras às 20h50 (KST). Também está disponível para streaming na TVING na Coreia do Sul e no Amazon Prime Video em regiões selecionadas em todo o mundo, exceto Coreia do Sul e China.

## Enredo
Ambientado inicialmente no ano de 2023, uma mulher que sofre de câncer gástrico terminal e foi assassinada acidentalmente pelo marido após testemunhar seu caso com sua melhor amiga, acorda dez anos antes (2013) e começa sua segunda vida. E agora determinada a não sofrer o mesmo destino, ela tenta fazer com que sua melhor amiga assuma o controle de seu destino e se case com seu marido, ao mesmo tempo em que garante que viverá sua melhor vida desta vez, sem se arrepender.

## Elenco

### Elenco principal
- Park Min-young como Kang Ji-won[10]
  - Kim Ah-hyun como o jovem Kang Ji-won[11]

Uma mulher comum que passa os dias sobrecarregada por um marido incompetente, sogros negligentes e uma vida profissional árdua, e se torna uma paciente com câncer ainda jovem.
- Na In-woo como Yoo Ji-hyuk[12]

Gerente de marketing da U&K Food, que é o maior ajudante de Kang Ji-won em sua vingança. Ele tem um amor não correspondido por ela.
- Lee Yi-kyung como Park Min-hwan[12]

Marido de Ji-won antes de seu retorno. Ele é o gerente assistente da equipe de marketing 1 da U&K Food.
- Song Ha-yoon como Jeong Su-min[12]
  - Uhm Seo-hyun como o jovem Jung Su-min[11]

A única melhor amiga de Ji-won que tem um caso com o marido. Ela é membro da equipe de marketing 1 da U&K Food.
- Lee Gi-kwang como Baek Eun-ho[12]

Colega de escola de Ji-won que é um chef bonito e popular.

### Elenco de apoio

#### Pessoas na empresa
- Gong Min-jeung como Yang Ju-ran[12]

Colega de trabalho de Ji-won que é gerente assistente da equipe de marketing 1 da U&K Food.
- Choi Gyu-ri como Yoo Hui-yeon[13]

Membro da equipe de marketing 1 da U&K Food. Ela também é a irmã mais nova de Yoo Ji-hyuk.
- Kim Joong-hee como Kim Gyeong-uk[14]

Chefe de Ji-won, gerente da equipe de marketing 1 da U&K Food.
- Ha Do-kwon como Lee Suk-jun[14]

Braço direito de Han-il e chefe do Planejamento Estratégico do Grupo U&K.

#### Famílias
- Moon Sung-keun como Yoo Han-il[14]

Avô de Ji-hyuk e Hui-yeon que fundou o Grupo U&K.
- Jung Kyung-soon como Kim Ja-ok[13]

Mãe de Min-hwan.
- Jung Suk-yong como Kang Hyun-mo[13]

Pai de Ji-won, que é motorista de caminhão.

#### Pessoas ao seu redor
- Cho Jin-se as Cho Dong-seok[14]

Irmão mais novo e familiar favorito de Ji-hyuk. Ele é dono do restaurante de frango frito Fry Me.
- Moon Soo-young as Kim Shin-woo[13]

Parceiro de Dong-seok no restaurante de frango frito Fry Me.
- Bae Geu-rin as Ha Ye-ji[13]

Colega de escola de Ji-won, Soo-min e Eun-ho.
- Jang Jae-ho as Lee Jae-won[13]

Marido desempregado de Joo-ran.

### Elenco estendido
- Jung Jae-seong como Wang Heung-in[15]

Diretor administrativo da U&K Food.
- Kang Sang-jun como Yoo Sang-jong[16]

Amigo de Min-hwan.
- BoA como Oh Yu-ra[17][18]

Ex-noiva de Ji-hyuk.

### Participações especiais
- Choi Gwang-il como Choi Nam-hyeon (episódio 1)[3]
- Lee Jeong-eun como Hee-sook (episódio 12)[19]

A mãe biológica de Ji-won.
- Kim Hyun as Lee Myung-ja[20]

A mãe biológica de Soo-min.

## Trilha sonora

### Parte 1
| Lançado em 2 de janeiro de 2024 |                                 |                |         |  |
| N.º                             | Título                          | Artista        | Duração |  |
| 1.                              | "Bad Liar" (연국)               | Lyn            | 4:10    |  |
| 2.                              | "Bad Liar" (연국; Instrumental) |                | 4:10    |  |
| Duração total:                  | Duração total:                  | Duração total: | 8:20    |  |

### Parte 2
| Lançado em 9 de janeiro de 2024 |                                       |                |         |  |
| N.º                             | Título                                | Artista        | Duração |  |
| 1.                              | "From Today" (오늘부터)               | Vincent Blue   | 3:03    |  |
| 2.                              | "From Today" (오늘부터; Instrumental) |                | 3:03    |  |
| Duração total:                  | Duração total:                        | Duração total: | 6:06    |  |

### Parte 3
| Lançado em 15 de janeiro de 2024 |                                                                   |                 |         |  |
| N.º                              | Título                                                            | Artista         | Duração |  |
| 1.                               | "My All Dreams Come True" (내겐 아무 소원 남아있지 않아요)        | Car, the Garden | 4:16    |  |
| 2.                               | "My All Dreams Come True" (내겐 아무 소원 남아있지 않아요; Inst.) |                 | 4:16    |  |
| Duração total:                   | Duração total:                                                    | Duração total:  | 8:32    |  |

### Parte 4
| Lançado em 23 de janeiro de 2024 |                                              |                |         |  |
| N.º                              | Título                                       | Artista        | Duração |  |
| 1.                               | "Wounds of Time" (시간의 상처)               | Kim So-yeon    | 4:37    |  |
| 2.                               | "Wounds of Time" (시간의 상처; Instrumental) |                | 4:37    |  |
| Duração total:                   | Duração total:                               | Duração total: | 9:14    |  |

### Parte 5
| Lançado em 6 de fevereiro de 2024 |                              |                |         |  |
| N.º                               | Título                       | Artista        | Duração |  |
| 1.                                | "The Journey"                | Kelly McRae    | 4:08    |  |
| 2.                                | "The Journey" (Instrumental) |                | 4:08    |  |
| Duração total:                    | Duração total:               | Duração total: | 8:16    |  |

Pista especial
| Lançado em 27 de fevereiro de 2024 |                                 |                |         |  |
| N.º                                | Título                          | Artista        | Duração |  |
| 1.                                 | "Bad Liar" (연국)               | Yuqi           | 3:50    |  |
| 2.                                 | "Bad Liar" (연국; Instrumental) |                | 3:50    |  |
| Duração total:                     | Duração total:                  | Duração total: | 7:10    |  |

## Recepção

### Resposta crítica
Marta Górna, do jornal polonês Gazeta Wyborcza, descreveu a série como um exemplo de "prazer culpado", comentando que "dá satisfação e melhora o humor", desde que você possa "fechar os olhos [à] banalidade bombástica, diálogos exagerados e muita câmera lenta". Puah Ziwei da NME deu à série quatro estrelas, afirmando que "embora [a série] não seja inovadora, também não é o que está tentando ser", acrescentando que "deixar Ji-won obter seu retorno" e "reviravoltas inesperadas" é "o suficiente para manter os espectadores ansiosos por mais".

### Visualização
Na tabela abaixo, os números azuis representam as audiências mais baixas e os números vermelhos representam as audiências mais elevadas.
| Episódio | Data de transmissão original | Parcela média de audiência (Nielsen Korea) | Parcela média de audiência (Nielsen Korea) |
| Episódio | Data de transmissão original | Em todo o país                             | Seul                                       |
| --- | ---------------------------- | ------------------------------------------ | ------------------------------------------ |
| 1 | 1 de janeiro de 2024         | 5.211% (1º)                                | 5.608% (1º)                                |
| 2 | 2 de janeiro de 2024         | 5.891% (1º)                                | 6.246% (1º)                                |
| 3 | 8 de janeiro de 2024         | 6.420% (1º)                                | 7.079% (1º)                                |
| 4 | 9 de janeiro de 2024         | 7.595% (1º)                                | 7.861% (1º)                                |
| 5 | 15 de janeiro de 2024        | 7.372% (2º)                                | 8.019% (2º)                                |
| 6 | 16 de janeiro de 2024        | 7.773% (1º)                                | 8.329% (1º)                                |
| 7 | 22 de janeiro de 2024        | 9.359% (1º)                                | 10.369% (1º)                               |
| 8 | 23 de janeiro de 2024        | 8.642% (1º)                                | 9.177% (1º)                                |
| 9 | 29 de janeiro de 2024        | 9.844% (1º)                                | 11.117% (1º)                               |
| 10 | 30 de janeiro de 2024        | 10.714% (1º)                               | 11.765% (1º)                               |
| 11 | 5 de fevereiro de 2024       | 11.776% (1º)                               | 13.036% (1º)                               |
| 12 | 6 de fevereiro de 2024       | 10.518% (2º)                               | 11.324% (2º)                               |
| 13 | 12 de fevereiro de 2024      | 10.820% (1º)                               | 12.050% (1º)                               |
| 14 | 13 de fevereiro de 2024      | 11.050% (1º)                               | 11.617% (1º)                               |
| 15 | 19 de fevereiro de 2024      | 11.081% (1º)                               | 12.178% (1º)                               |
| 16 | 20 de fevereiro de 2024      | 11.951% (1º)                               | 12.485% (1º)                               |
| Média | Média                        | 9.126%                                     | 9.891%                                     |
| - Esta série foi exibida num canal de televisão por assinatura que normalmente tem uma audiência relativamente menor em comparação com a televisão aberta/emissoras públicas (KBS, SBS, MBC e EBS). |                              |                                            |                                            |